# 星原一彦
星原 一彦（ほしはら かずひこ、1962年5月10日 - ）は、熊本県出身の元プロ野球選手（投手）。

## 来歴
球磨農業高から、1980年オフにドラフト外で広島東洋カープに入団。
一軍公式戦に出場の無いまま、1983年限りで現役を引退。地元で農業を営む。

## 詳細情報

### 年度別投手成績
- 一軍公式戦出場なし

### 背番号
- 61 （1981年 - 1983年）